# Ахлыстино (Кушнаренковский район)
Ахлыстино (баш. Ахлыстин) — село в Кушнаренковском районе Республики Башкортостан Российской Федерации. Входит в состав Ахметовского сельсовета.

## История
Основано в середине XVIII века государственными крестьянами. Впервые упоминается в 1795 году в ревизских сказках как деревня Ахлыстина с 23 дворами. В XIX веке входило в Бирский уезд Оренбургской губернии.
В советский период:
- 1920-е — создан колхоз «Красный пахарь»
- 1950-е — объединение с соседними хозяйствами
- 1960-е — электрификация села
- 1990-е — создание фермерских хозяйств

## География
Расположено в северо-западной части Кушнаренковского района, в 2,5 км от левого берега реки Белая и в 50 км к северо-западу от Уфы. Расстояние до:
- районного центра (Кушнаренково): 30 км,
- центра сельсовета (Ахметово): 11 км.

### Климат
Умеренно-континентальный с:
- Среднегодовая температура: +3,5 °C
- Среднегодовое количество осадков: 550 мм
- Преобладающие ветры: юго-западные

## Население
| 2002 | 2009 | 2010 |
| ---- | ---- | ---- |
| 227  | ↗234 | ↘183 |

Национальный состав
Согласно переписи 2002 года, преобладающие национальности — русские (57 %), башкиры (29 %).

## Инфраструктура
- Образование: начальная школа-детский сад (закрыта в 2010-х)
- Медицина: фельдшерско-акушерский пункт
- Торговля: магазин смешанных товаров
- Досуг: сельский клуб
- Транспорт: автобусное сообщение с райцентром

## Экономика
Основные направления:
- Сельское хозяйство (зерновые культуры, мясо-молочное животноводство)
- Лесозаготовки
- Пчеловодство

## Религия
В селе есть православная часовня Рождества Христова (построена в 2005 году) и мусульманский молельный дом (открыт в 2010 году).

## Известные уроженцы
- Иванов П. М. (род. 1952) — заслуженный механизатор РБ
- Галимов Р. Ш. (род. 1967) — поэт, автор сборника «Ахлыстинские напевы»